# فهرست خان‌های زندیه
فهرست خان‌های زندیه فهرست افرادی از طایفه زند است که از سال‌های ۱۷۵۱ تا ۱۷۹۴ میلادی بر بخش‌های گسترده‌ای از ایران حکم راندند. کریم‌خان زند نخستین خان این دودمان تقریباً بر سراسر ایران حکم رانی کرد اما از تاج گذاری و خود را شاه خواندن اجتناب ورزید و در عوض خود را وکیل الرعایا نامید. خان‌های بعدی این دودمان نیز به پیروی از وی خود را تنها خان نامیدند و هرگز از عنوان شاه استفاده نکرده است.

## فهرست
| #  | نام             | سلطنت (قمری) | سلطنت (قمری) | سلطنت (قمری)  | زندگی (قمری) | زندگی (قمری) | زندگی (قمری) | خویشاوندی                                                                          |
| #  | نام             | از           | تا           | مدت           | ولادت        | وفات         | مدت          | خویشاوندی                                                                          |
| -- | --------------- | ------------ | ------------ | ------------- | ------------ | ------------ | ------------ | ---------------------------------------------------------------------------------- |
| ۱  | کریم‌خان زند     | ۱۱۶۳         | ۱۱۹۳         | ۳۰ سال        | ۱۱۱۹         | ۱۱۹۳         | ۷۴ سال       | بنیان‌گذار                                                                          |
| ۲  | زکی‌خان زند      | ۱۱۹۳         | ۱۱۹۳         | کمتر از ۱ سال | ...          | ۱۱۹۳         | ...          | پسرعموی کریم‌خان / برادر مادری کریم‌خان                                              |
| ۳  | ابوالفتح‌خان زند | ۱۱۹۳         | ۱۱۹۳         | ۳ ماه         | ۱۱۶۹         | ۱۲۰۲         | ۳۳ سال       | پسر کریم‌خان                                                                        |
| ۴  | محمدعلی‌خان زند  | ۱۱۹۳         | ۱۱۹۳         | ۳ ماه         | ۱۱۷۴         | ۱۱۹۳         | ۱۹ سال       | پسر کریم‌خان                                                                        |
| ۵  | ابوالفتح‌خان زند | ۱۱۹۳         | ۱۱۹۳         | ۳ ماه         | ۱۱۶۹         | ۱۲۰۲         | ۳۳ سال       | پسر کریم‌خان                                                                        |
| ۶  | صادق‌خان زند     | ۱۱۹۳         | ۱۱۹۶         | ۲ سال و ۵ ماه | ...          | ۱۱۹۶         | ...          | برادر تنی کریم‌خان                                                                  |
| ۷  | علیمرادخان زند  | ۱۱۹۶         | ۱۱۹۹         | ۳ سال         | ۱۱۵۴         | ۱۱۹۹         | ۴۵ سال       | خواهرزادهٔ زکی‌خان / خواهرناتنی‌زادهٔ کریم‌خان / خواهرناتنی‌زادهٔ صادق‌خان / داماد کریم‌خان |
| ۸  | جعفرخان زند     | ۱۱۹۹         | ۱۲۰۳         | ۴ سال         | ...          | ۱۲۰۳         | ...          | پسر صادق‌خان                                                                        |
| ۹  | صیدمرادخان زند  | ۱۲۰۳         | ۱۲۰۳         | ۴ ماه         | ...          | ۱۲۰۳         | ...          | پسرعموی علی‌مرادخان                                                                 |
| ۱۰ | لطف‌علی‌خان زند   | ۱۲۰۳         | ۱۲۰۹         | ۶ سال         | ۱۱۸۳         | ۱۲۰۹         | ۲۶ سال       | پسر جعفرخان زند                                                                    |